# Campionato mondiale maschile under 20 di calcio 2015
Il Campionato mondiale di calcio Under-20 2015, 20ª edizione del torneo, si è svolto in Nuova Zelanda dal 30 maggio al 20 giugno 2015.

## Scelta della sede
Quattro paesi hanno presentato ufficialmente la propria candidatura per ospitare la manifestazione:
- Galles
- Nuova Zelanda
- Perù
- Tunisia

Il 3 marzo 2011 la FIFA ha annunciato che il torneo si sarebbe svolto in Nuova Zelanda.

## Città e stadi
Auckland, Christchurch, Dunedin, Hamilton, New Plymouth, Wellington e Whangarei sono le 7 città scelte per ospitare il torneo.
| Auckland                | Christchurch                                                             | Dunedin                                                                  | Hamilton                    |
| ----------------------- | ------------------------------------------------------------------------ | ------------------------------------------------------------------------ | --------------------------- |
| North Harbour Stadium   | Christchurch Stadium                                                     | Otago Stadium                                                            | Waikato Stadium             |
| 36°43′37″S 174°42′06″E  | 43°32′37.32″S 172°36′14.76″E                                             | 45°52′09″S 170°31′28″E                                                   | 37°46′52″S 175°16′06″E      |
| Capienza: 25 000        | Capienza: 18 000                                                         | Capienza: 30 748                                                         | Capienza: 25 800            |
|                         |                                                                          |                                                                          |                             |
| New Plymouth            | Auckland Christchurch Dunedin Hamilton New Plymouth Wellington Whangarei | Auckland Christchurch Dunedin Hamilton New Plymouth Wellington Whangarei | Wellington                  |
| Stadium Taranaki        | Auckland Christchurch Dunedin Hamilton New Plymouth Wellington Whangarei | Auckland Christchurch Dunedin Hamilton New Plymouth Wellington Whangarei | Wellington Regional Stadium |
| 39°04′13″S 174°03′54″E  | Auckland Christchurch Dunedin Hamilton New Plymouth Wellington Whangarei | Auckland Christchurch Dunedin Hamilton New Plymouth Wellington Whangarei | 41°16′23″S 174°47′09″E      |
| Capienza: 30 000        | Auckland Christchurch Dunedin Hamilton New Plymouth Wellington Whangarei | Auckland Christchurch Dunedin Hamilton New Plymouth Wellington Whangarei | Capienza: 36 000            |
|                         | Auckland Christchurch Dunedin Hamilton New Plymouth Wellington Whangarei | Auckland Christchurch Dunedin Hamilton New Plymouth Wellington Whangarei |                             |
| Whangarei               | Auckland Christchurch Dunedin Hamilton New Plymouth Wellington Whangarei | Auckland Christchurch Dunedin Hamilton New Plymouth Wellington Whangarei |                             |
| Northland Events Centre | Auckland Christchurch Dunedin Hamilton New Plymouth Wellington Whangarei | Auckland Christchurch Dunedin Hamilton New Plymouth Wellington Whangarei |                             |
| 35°44′03″S 174°19′46″E  | Auckland Christchurch Dunedin Hamilton New Plymouth Wellington Whangarei | Auckland Christchurch Dunedin Hamilton New Plymouth Wellington Whangarei |                             |
| Capienza: 24 319        | Auckland Christchurch Dunedin Hamilton New Plymouth Wellington Whangarei | Auckland Christchurch Dunedin Hamilton New Plymouth Wellington Whangarei |                             |
|                         | Auckland Christchurch Dunedin Hamilton New Plymouth Wellington Whangarei | Auckland Christchurch Dunedin Hamilton New Plymouth Wellington Whangarei |                             |

## Squadre qualificate
| Confederazione                            | Torneo di qualificazione               | Qualificata/e                                       |
| ----------------------------------------- | -------------------------------------- | --------------------------------------------------- |
| AFC (Asia)                                | Campionato asiatico Under-19 2014      | Birmania Corea del Nord Qatar Uzbekistan            |
| CAF (Africa)                              | Campionato africano Under-20 2015      | Ghana Mali Nigeria Senegal                          |
| CONCACAF (Nord, Centro America & Caraibi) | Campionato nordamericano Under-20 2015 | Honduras Messico Panama Stati Uniti                 |
| CONMEBOL (Sud America)                    | Campionato sudamericano Under-20 2015  | Argentina Brasile Colombia Uruguay                  |
| OFC (Oceania)                             | Campionato oceaniano Under-20 2014     | Figi                                                |
| UEFA (Europa)                             | Campionato europeo Under-19 2014       | Austria Germania Portogallo Serbia Ucraina Ungheria |
| Nazione ospitante                         | Nazione ospitante                      | Nuova Zelanda                                       |

## Fase a gironi
Si qualificano alla fase ad eliminazione diretta le due prime di ogni girone e le miglior quattro fra le terze classificate. Le posizioni in classifica vengono determinate usando, nell'ordine, i seguenti criteri:
1. maggior numero di punti:
2. miglior differenza reti;
3. maggior numero di gol segnati.

Se non è possibile stabilire la graduatoria con i precedenti criteri per due o più squadre vengono presi in considerazione:
1. maggior numero di punti ottenuti negli scontri diretti;
2. miglior differenza reti negli scontri diretti;
3. maggior numero di gol segnati negli scontri diretti;
4. sorteggio.

### Gruppo A
| Pos. | Squadra       | Pt | G | V | N | P | GF | GS | DR  |
| ---- | ------------- | -- | - | - | - | - | -- | -- | --- |
| 1.   | Ucraina       | 7  | 3 | 2 | 1 | 0 | 9  | 0  | +9  |
| 2.   | Stati Uniti   | 6  | 3 | 2 | 0 | 1 | 6  | 4  | +2  |
| 3.   | Nuova Zelanda | 4  | 3 | 1 | 1 | 1 | 5  | 5  | 0   |
| 4.   | Birmania      | 0  | 3 | 0 | 0 | 3 | 2  | 13 | -11 |

| Auckland 30 maggio 2015, ore 13:00 UTC+12 | Nuova Zelanda  | 0 – 0 referto | Ucraina | North Harbour Stadium (25 000 spett.)\| Arbitro: \| Mauro Vigliano \| |
| Arbitro:                                  | Mauro Vigliano |               |         |                                                                       |

| Arbitro: | Bernard Camille |

|                      |           |            |
| Tall 17’ Hyndman 56’ | Marcatori | 9’ Y.N. Oo |

| Arbitro: | Ricardo Marques |

|  |           |                                                                       |
|  | Marcatori | 51’ Jaremčuk 54’ Lučkevyč 57’, 77’ Kovalenko 68’ Sobol' 71’ Bjesjedin |

| Arbitro: | Antonio Mateu Lahoz |

|  |           |                                       |
|  | Marcatori | 6’, 83’ Rubin 33’ Hyndman 58’ Arriola |

| Arbitro: | Jhon Pitti |

|         |           |                                                                    |
| Thu 28’ | Marcatori | 40’ Billingsley 47’ Patterson 78’ Stevens 81’ Brotherton 89’ Lewis |

| Arbitro: | Eric Otogo-Castane |

|                         |           |  |
| Kovalenko 56’, 74’, 79’ | Marcatori |  |

### Gruppo B
| Pos. | Squadra   | Pt | G | V | N | P | GF | GS | DR |
| ---- | --------- | -- | - | - | - | - | -- | -- | -- |
| 1.   | Ghana     | 7  | 3 | 2 | 1 | 0 | 5  | 3  | +2 |
| 2.   | Austria   | 5  | 3 | 1 | 2 | 0 | 3  | 2  | +1 |
| 3.   | Argentina | 2  | 3 | 0 | 2 | 1 | 4  | 5  | -1 |
| 4.   | Panama    | 1  | 3 | 0 | 1 | 2 | 3  | 5  | -2 |

| Arbitro: | Artur Soares Dias |

|                 |           |                           |
| Correa 14’, 79’ | Marcatori | 19’ Rodríguez 84’ Escobar |

| Arbitro: | Fahad Al-Mirdasi |

|                        |           |               |
| Y. Yeboah 90+1’ (rig.) | Marcatori | 50’ Gschweidl |

| Arbitro: | Gehad Grisha |

|                                    |           |             |
| Hormechea 45+1’ (aut.) Grubeck 51’ | Marcatori | 38’ Escobar |

| Arbitro: | Ivan Bebek |

|                         |           |                                                |
| Simeone 80’ Buendía 90’ | Marcatori | 44’ B. Tetteh 59’ Aboagye 69’ (rig.) Y. Yeboah |

| Wellington 5 giugno 2015, ore 16:00 UTC+12 | Austria    | 0 – 0 referto | Argentina | Wellington Regional Stadium (8 692 spett.)\| Arbitro: \| Ryuji Sato \| |
| Arbitro:                                   | Ryuji Sato |               |           |                                                                        |

| Arbitro: | Daniele Orsato |

|  |           |             |
|  | Marcatori | 82’ Boateng |

### Gruppo C
| Pos. | Squadra    | Pt | G | V | N | P | GF | GS | DR |
| ---- | ---------- | -- | - | - | - | - | -- | -- | -- |
| 1.   | Portogallo | 9  | 3 | 3 | 0 | 0 | 10 | 1  | +9 |
| 2.   | Colombia   | 4  | 3 | 1 | 1 | 1 | 3  | 4  | -1 |
| 3.   | Senegal    | 4  | 3 | 1 | 1 | 1 | 3  | 5  | -2 |
| 4.   | Qatar      | 0  | 3 | 0 | 0 | 3 | 1  | 7  | -6 |

| Arbitro: | Matthew Conger |

|  |           |               |
|  | Marcatori | 24’ Rodríguez |

| Arbitro: | César Arturo Ramos |

|                                   |           |  |
| Martins 1’ Silva 90’ Santos 90+2’ | Marcatori |  |

| Arbitro: | Daniel Fedorczuk |

|  |           |                                    |
|  | Marcatori | 34’ Silva 42’, 66’ Ivo 24’ Vigário |

| Arbitro: | István Vad |

|           |           |                   |
| Thiam 23’ | Marcatori | 43’ (rig.) Zapata |

| Arbitro: | Felix Zwayer |

|                    |           |                 |
| Sylla 76’ Koné 81’ | Marcatori | 17’ (rig.) Afif |

| Arbitro: | Henry Bejarano |

|           |           |                                 |
| Borré 74’ | Marcatori | 3’ Santos 55’ (rig.), 67’ Silva |

### Gruppo D
| Pos. | Squadra | Pt | G | V | N | P | GF | GS | DR |
| ---- | ------- | -- | - | - | - | - | -- | -- | -- |
| 1.   | Serbia  | 6  | 3 | 2 | 0 | 1 | 4  | 1  | +3 |
| 2.   | Uruguay | 4  | 3 | 1 | 1 | 1 | 3  | 3  | 0  |
| 3.   | Mali    | 4  | 3 | 1 | 1 | 1 | 3  | 3  | 0  |
| 4.   | Messico | 3  | 3 | 1 | 0 | 2 | 2  | 5  | -3 |

1. 1 2  Uruguay secondo e Mali terzo per sorteggio.[4]

| Arbitro: | Felix Zwayer |

|  |           |                          |
|  | Marcatori | 77’ A. Traoré 79’ Gbakle |

| Arbitro: | Ryuji Sato |

|             |           |  |
| Pereiro 56’ | Marcatori |  |

| Arbitro: | Ovidiu Hațegan |

|                            |           |            |
| Lozano 71’ Gutiérrez 90+3’ | Marcatori | 83’ Suárez |

| Arbitro: | Roddy Zambrano |

|                                    |           |  |
| S. Milinković-Savić 27’ Mandić 74’ | Marcatori |  |

| Arbitro: | Ricardo Marques |

|                            |           |  |
| Maksimović 2’ Živković 43’ | Marcatori |  |

| Arbitro: | Artur Soares Dias |

|               |           |            |
| A. Traoré 44’ | Marcatori | 17’ Acosta |

### Gruppo E
| Pos. | Squadra        | Pt | G | V | N | P | GF | GS | DR  |
| ---- | -------------- | -- | - | - | - | - | -- | -- | --- |
| 1.   | Brasile        | 9  | 3 | 3 | 0 | 0 | 9  | 3  | +6  |
| 2.   | Nigeria        | 6  | 3 | 2 | 0 | 1 | 8  | 4  | +4  |
| 3.   | Ungheria       | 3  | 3 | 1 | 0 | 2 | 6  | 5  | +1  |
| 4.   | Corea del Nord | 0  | 3 | 0 | 0 | 3 | 1  | 12 | -11 |

| Arbitro: | Daniele Orsato |

|                        |           |                                                 |
| Success 10’ Yahaya 28’ | Marcatori | 4’ Gabriel Jesus 34’, 82’ Judivan 59’ Boschilia |

| Arbitro: | Henry Bejarano |

|               |           |                                            |
| Choe J.S. 32’ | Marcatori | 17’, 49’, 82’ Mervó 33’ Kalmár 60’ Forgács |

| Arbitro: | Mauro Vigliano |

|                                        |           |  |
| Godwin 48’, 51’ Sokari 71’ Success 80’ | Marcatori |  |

| Arbitro: | Fahad Al-Mirdasi |

|          |           |                                       |
| Mervó 8’ | Marcatori | 50’ Danilo 85’ (rig.) Andreas Pereira |

| Arbitro: | Roddy Zambrano |

|  |           |                  |
|  | Marcatori | 33’, 54’ Awoniyi |

| Arbitro: | Matthew Conger |

|                                                     |           |  |
| Min H.S. 60’ (aut.) Jean Carlos 66’ Léo Pereira 86’ | Marcatori |  |

### Gruppo F
| Pos. | Squadra    | Pt | G | V | N | P | GF | GS | DR  |
| ---- | ---------- | -- | - | - | - | - | -- | -- | --- |
| 1.   | Germania   | 9  | 3 | 3 | 0 | 0 | 16 | 2  | +14 |
| 2.   | Uzbekistan | 3  | 3 | 1 | 0 | 2 | 6  | 7  | -1  |
| 3.   | Honduras   | 3  | 3 | 1 | 0 | 2 | 5  | 11 | -6  |
| 4.   | Figi       | 3  | 3 | 1 | 0 | 2 | 4  | 11 | -7  |

| Arbitro: | Jhon Pitti |

|                                                                                          |           |             |
| Stark 18’, 27’ Stendera 20’ (rig.) Prömel 23’ Mukhtar 34’, 40’, 89’ (rig.) Stefaniak 68’ | Marcatori | 48’ Verevou |

| Arbitro: | Eric Otogo-Castane |

|                                             |           |                                            |
| Khamdamov 31’ Shomurodov 79’ Urinboev 90+6’ | Marcatori | 4’ Benavídez 20’, 90+2’ Róchez 49’ Álvarez |

| Arbitro: | Kim Jong-Hyeok |

|  |           |                                         |
|  | Marcatori | 14’ Verovou 19’ Waqa 45’ (aut.) Álvarez |

| Arbitro: | César Arturo Ramos |

|                                |           |  |
| Stendera 33’, 84’ Akpoguma 59’ | Marcatori |  |

| Arbitro: | Daniel Fedorczuk |

|                    |           |                                                                |
| Schwäbe 19’ (aut.) | Marcatori | 2’ (rig.) Stendera 30’ Brandt 50’ Mukhtar 62’ Prömel 81’ Stark |

| Arbitro: | Bernard Camille |

|  |           |                                           |
|  | Marcatori | 62’ Shomurodov 63’ Urinboev 90+3’ Kosimov |

### Confronto tra le terze classificate
Le quattro squadre con la miglior classifica si qualificano agli ottavi di finale. I criteri usati per determinare il miglior piazzamento sono, nell'ordine:
1. maggior numero di punti;
2. miglior differenza reti;
3. maggior numero di gol segnati;
4. sorteggio.

| Pos. | Gr. | Squadra       | Pt | G | V | N | P | GF | GS | DR |
| ---- | --- | ------------- | -- | - | - | - | - | -- | -- | -- |
| 1.   | A   | Nuova Zelanda | 4  | 3 | 1 | 1 | 1 | 5  | 5  | 0  |
| 2.   | D   | Mali          | 4  | 3 | 1 | 1 | 1 | 3  | 3  | 0  |
| 3.   | C   | Senegal       | 4  | 3 | 1 | 1 | 1 | 3  | 5  | -2 |
| 4.   | E   | Ungheria      | 3  | 3 | 1 | 0 | 2 | 6  | 5  | +1 |
| 5.   | F   | Honduras      | 3  | 3 | 1 | 0 | 2 | 5  | 11 | -6 |
| 6.   | B   | Argentina     | 2  | 3 | 0 | 2 | 1 | 4  | 5  | -1 |

## Fase ad eliminazione diretta

### Tabellone
|  | Ottavi di finale         | Ottavi di finale         |                          |       | Quarti di finale          | Quarti di finale          |                      |                      | Semifinali | Semifinali |  |  | Finale | Finale |
|  |                          |                          |                          |       |                           |                           |                      |                      |            |            |  |  |        |        |
|  | 11 giugno - New Plymouth |                          |                          |       |                           |                           |                      |                      |            |            |  |  |        |        |
|  |                          |                          |                          |       |                           |                           |                      |                      |            |            |  |  |        |        |
|  | 1E. Brasile (dtr)        | 0 (5)                    |                          |       |                           |                           |                      |                      |            |            |  |  |        |        |
|  | 1E. Brasile (dtr)        | 0 (5)                    | 14 giugno - Hamilton     |       |                           |                           |                      |                      |            |            |  |  |        |        |
|  | 2D. Uruguay              | 0 (4)                    |                          |       |                           |                           |                      |                      |            |            |  |  |        |        |
|  | 2D. Uruguay              | 0 (4)                    | Brasile (dtr)            | 0 (3) |                           |                           |                      |                      |            |            |  |  |        |        |
|  | 11 giugno - Hamilton     |                          | Brasile (dtr)            | 0 (3) |                           |                           |                      |                      |            |            |  |  |        |        |
|  |                          | Portogallo               | 0 (1)                    |       |                           |                           |                      |                      |            |            |  |  |        |        |
|  | 1C. Portogallo           | Portogallo               | 0 (1)                    | 2     |                           |                           |                      |                      |            |            |  |  |        |        |
|  | 1C. Portogallo           |                          | 17 giugno - Christchurch | 2     |                           |                           |                      |                      |            |            |  |  |        |        |
|  | 3A. Nuova Zelanda        | 1                        |                          |       |                           |                           |                      |                      |            |            |  |  |        |        |
|  | 3A. Nuova Zelanda        | 1                        | Brasile                  | 5     |                           |                           |                      |                      |            |            |  |  |        |        |
|  | 11 giugno - Whangarei    |                          | Brasile                  | 5     |                           |                           |                      |                      |            |            |  |  |        |        |
|  |                          | Senegal                  | 0                        |       |                           |                           |                      |                      |            |            |  |  |        |        |
|  | 2B. Austria              | Senegal                  | 0                        | 0     |                           |                           |                      |                      |            |            |  |  |        |        |
|  | 2B. Austria              | 14 giugno - Wellington   |                          | 0     |                           |                           |                      |                      |            |            |  |  |        |        |
|  | 2F. Uzbekistan           | 2                        |                          |       |                           |                           |                      |                      |            |            |  |  |        |        |
|  | 2F. Uzbekistan           | 2                        | Uzbekistan               | 0     |                           |                           |                      |                      |            |            |  |  |        |        |
|  | 10 giugno - Auckland     |                          | Uzbekistan               | 0     |                           |                           |                      |                      |            |            |  |  |        |        |
|  |                          | Senegal                  | 1                        |       |                           |                           |                      |                      |            |            |  |  |        |        |
|  | 1A. Ucraina              | Senegal                  | 1                        | 1 (1) |                           |                           |                      |                      |            |            |  |  |        |        |
|  | 1A. Ucraina              |                          | 20 giugno - Auckland     | 1 (1) |                           |                           |                      |                      |            |            |  |  |        |        |
|  | 3C. Senegal (dtr)        | 1 (3)                    |                          |       |                           |                           |                      |                      |            |            |  |  |        |        |
|  | 3C. Senegal (dtr)        | 1 (3)                    | Brasile                  | 1     |                           |                           |                      |                      |            |            |  |  |        |        |
|  | 10 giugno - Wellington   |                          | Brasile                  | 1     |                           |                           |                      |                      |            |            |  |  |        |        |
|  |                          | Serbia (dts)             | 2                        |       |                           |                           |                      |                      |            |            |  |  |        |        |
|  | 2A. Stati Uniti          | Serbia (dts)             | 2                        | 1     |                           |                           |                      |                      |            |            |  |  |        |        |
|  | 2A. Stati Uniti          | 14 giugno - Auckland     |                          | 1     |                           |                           |                      |                      |            |            |  |  |        |        |
|  | 2C. Colombia             | 0                        |                          |       |                           |                           |                      |                      |            |            |  |  |        |        |
|  | 2C. Colombia             | 0                        | Stati Uniti              | 0 (5) |                           |                           |                      |                      |            |            |  |  |        |        |
|  | 10 giugno - Dunedin      |                          | Stati Uniti              | 0 (5) |                           |                           |                      |                      |            |            |  |  |        |        |
|  |                          | Serbia (dtr)             | 0 (6)                    |       |                           |                           |                      |                      |            |            |  |  |        |        |
|  | 1D. Serbia (dts)         | Serbia (dtr)             | 0 (6)                    | 2     |                           |                           |                      |                      |            |            |  |  |        |        |
|  | 1D. Serbia (dts)         |                          | 17 giugno - Auckland     | 2     |                           |                           |                      |                      |            |            |  |  |        |        |
|  | 3E. Ungheria             | 1                        |                          |       |                           |                           |                      |                      |            |            |  |  |        |        |
|  | 3E. Ungheria             | 1                        | Serbia (dts)             | 2     |                           |                           |                      |                      |            |            |  |  |        |        |
|  | 10 giugno - Wellington   |                          | Serbia (dts)             | 2     |                           |                           |                      |                      |            |            |  |  |        |        |
|  |                          | Mali                     | 1                        |       | Finale per il terzo posto | Finale per il terzo posto |                      |                      |            |            |  |  |        |        |
|  | 1B. Ghana                | Mali                     | 1                        | 0     | Finale per il terzo posto | Finale per il terzo posto |                      |                      |            |            |  |  |        |        |
|  | 1B. Ghana                | 14 giugno - Christchurch | 14 giugno - Christchurch | 0     |                           |                           | 20 giugno - Auckland | 20 giugno - Auckland |            |            |  |  |        |        |
|  | 3D. Mali                 | 14 giugno - Christchurch | 14 giugno - Christchurch | 3     |                           |                           | 20 giugno - Auckland | 20 giugno - Auckland |            |            |  |  |        |        |
|  | 3D. Mali                 | Mali (dtr)               | 1 (4)                    | 3     | Senegal                   | 1                         |                      |                      |            |            |  |  |        |        |
|  | 11 giugno - Christchurch | Mali (dtr)               | 1 (4)                    |       | Senegal                   | 1                         |                      |                      |            |            |  |  |        |        |
|  |                          | Germania                 | 1 (3)                    |       | Mali                      | 3                         |                      |                      |            |            |  |  |        |        |
|  | 1F. Germania             | Germania                 | 1 (3)                    | 1     | Mali                      | 3                         |                      |                      |            |            |  |  |        |        |
|  | 1F. Germania             |                          |                          | 1     |                           |                           |                      |                      |            |            |  |  |        |        |
|  | 2E. Nigeria              | 0                        |                          |       |                           |                           |                      |                      |            |            |  |  |        |        |
|  | 2E. Nigeria              | 0                        |                          |       |                           |                           |                      |                      |            |            |  |  |        |        |

### Ottavi di finale
| Arbitro: | Gehad Grisha |

|  |           |                                       |
|  | Marcatori | 20’ Samassekou 53’ Gbakle 81’ Doumbia |

| Arbitro: | Antonio Mateu Lahoz |

|                                    |           |           |
| Šaponjić 90+1’ Talabér 118’ (aut.) | Marcatori | 57’ Mervó |

| Arbitro: | Ivan Bebek |

|           |           |  |
| Rubin 58’ | Marcatori |  |

| Arbitro: | Ricardo Marques |

|                                 |                      |                     |
| Bjesjedin 70’                   | Marcatori            | 83’ Sarr            |
| Čumak Charatin Habelok Lučkevyč | Tiri di rigore 1 – 3 | Sarr Sylla M. Niang |

| Arbitro: | Jhon Pitti |

|  |           |                    |
|  | Marcatori | 47’, 57’ Khamdamov |

| Arbitro: | Fahad Al-Mirdasi |

|              |           |  |
| Öztunalı 19’ | Marcatori |  |

| Arbitro: | Kim Jong-Hyeok |

|                       |           |               |
| Guzzo 24’ Martins 87’ | Marcatori | 64’ Holthusen |

| Arbitro: | István Vad |

|                                                 |                      |                                     |
| Andreas Pereira Lucão Danilo Jajá Gabriel Jesus | Tiri di rigore 5 – 4 | Arambarri Amaral Poyet Acosta Lemos |

### Quarti di finale
| Arbitro: | Felix Zwayer |

|                                            |                      |                          |
| Andreas Pereira Lucão Danilo Gabriel Jesus | Tiri di rigore 3 – 1 | Lopes Guzzo Silva Santos |

| Arbitro: | César Arturo Ramos |

|                                            |                      |                                          |
| Coulibaly 58’                              | Marcatori            | 38’ Brandt                               |
| H. Traoré Guindo Koné A. Traoré Samassekou | Tiri di rigore 4 – 3 | Akpoguma Öztunalı Steinmann Brandt Stark |

| Arbitro: | Artur Soares Dias |

|                                                                           |                      |                                                                            |
| Rubin Payne Arriola Hyndman Zelalem Soñora Delgado Carter-Vickers Requejo | Tiri di rigore 5 – 6 | Zdjelar Mandić Babić Grujić Živković Rajković Antonov Veljković Maksimović |

| Arbitro: | Ovidiu Hațegan |

|  |           |           |
|  | Marcatori | 77’ Thiam |

### Semifinali
| Arbitro: | Daniele Orsato |

|                                                                   |           |  |
| Corréa 5’ (aut.) Marcos Guilherme 7’, 78’ Boschilia 19’ Jorge 35’ | Marcatori |  |

| Arbitro: | Mauro Vigliano |

|                           |           |          |
| Živković 4’ Šaponjić 101’ | Marcatori | 39’ Koné |

### Finale 3º posto
| Arbitro: | Gehad Grisha |

|           |           |                                     |
| Wadji 64’ | Marcatori | 74’, 83’ A. Traoré 90+1’ Samassekou |

### Finale
| Arbitro: | Fahad Al-Mirdasi |

|                     |           |                            |
| Andreas Pereira 73’ | Marcatori | 70’ Mandić 118’ Maksimović |

## Premi
I seguenti premi sono stati assegnati alla fine del torneo.
| Pallone d'oro        | Pallone d'argento | Pallone di bronzo       |
| -------------------- | ----------------- | ----------------------- |
| Adama Traoré         | Danilo            | Sergej Milinković-Savić |
| Scarpa d'oro         | Scarpa d'argento  | Scarpa di bronzo        |
| Viktor Kovalenko     | Bence Mervó       | Marc Stendera           |
| 5 gol / 2 assist     | 5 gol / 0 assist  | 4 gol / 3 assist        |
| Guanto d'oro         |                   |                         |
| Predrag Rajković     |                   |                         |
| FIFA Fair Play Award |                   |                         |
| Ucraina              |                   |                         |

## Classifica marcatori
| Gol |  |  | Giocatore               | Squadra        |
| --- |  |  | ----------------------- | -------------- |
| 5   |  |  | Viktor Kovalenko        | Ucraina        |
| 5   |  |  | Bence Mervó             | Ungheria       |
| 4   |  |  | Hany Mukhtar            | Germania       |
| 4   |  |  | Marc Stendera           | Germania       |
| 4   |  |  | Adama Traoré            | Mali           |
| 4   |  |  | André Silva             | Portogallo     |
| 3   |  |  | Niklas Stark            | Germania       |
| 3   |  |  | Rubio Rubin             | Stati Uniti    |
| 3   |  |  | Dostonbek Khamdamov     | Uzbekistan     |
| 2   |  |  | Ángel Correa            | Argentina      |
| 2   |  |  | Andreas Pereira         | Brasile        |
| 2   |  |  | Boschilia               | Brasile        |
| 2   |  |  | Judivan                 | Brasile        |
| 2   |  |  | Marcos Guilherme        | Brasile        |
| 2   |  |  | Iosefo Verevou          | Figi           |
| 2   |  |  | Julian Brandt           | Germania       |
| 2   |  |  | Grischa Prömel          | Germania       |
| 2   |  |  | Yaw Yeboah              | Ghana          |
| 2   |  |  | Bryan Róchez            | Honduras       |
| 2   |  |  | Dieudonné Gbakle        | Mali           |
| 2   |  |  | Diadie Samassékou       | Mali           |
| 2   |  |  | Taiwo Awoniyi           | Nigeria        |
| 2   |  |  | Saviour Godwin          | Nigeria        |
| 2   |  |  | Isaac Success           | Nigeria        |
| 2   |  |  | Fidel Escobar           | Panama         |
| 2   |  |  | Gelson Martins          | Portogallo     |
| 2   |  |  | Ivo Rodrigues           | Portogallo     |
| 2   |  |  | Nuno Santos             | Portogallo     |
| 2   |  |  | Mamadou Thiam           | Senegal        |
| 2   |  |  | Nemanja Maksimović      | Serbia         |
| 2   |  |  | Staniša Mandić          | Serbia         |
| 2   |  |  | Ivan Šaponjić           | Serbia         |
| 2   |  |  | Andrija Živković        | Serbia         |
| 2   |  |  | Emerson Hyndman         | Stati Uniti    |
| 2   |  |  | Artem Bjesjedin         | Ucraina        |
| 2   |  |  | Eldor Shomurodov        | Uzbekistan     |
| 2   |  |  | Zabikhillo Urinboev     | Uzbekistan     |
| 1   |  |  | Emiliano Buendía        | Argentina      |
| 1   |  |  | Giovanni Simeone        | Argentina      |
| 1   |  |  | Valentin Grubeck        | Austria        |
| 1   |  |  | Bernd Gschweidl         | Austria        |
| 1   |  |  | Yan Naing Oo            | Birmania       |
| 1   |  |  | Aung Thu                | Birmania       |
| 1   |  |  | Danilo                  | Brasile        |
| 1   |  |  | Gabriel Jesus           | Brasile        |
| 1   |  |  | Jean Carlos             | Brasile        |
| 1   |  |  | Jorge                   | Brasile        |
| 1   |  |  | Léo Pereira             | Brasile        |
| 1   |  |  | Santos Borré            | Colombia       |
| 1   |  |  | Joao Rodríguez          | Colombia       |
| 1   |  |  | Alexis Zapata           | Colombia       |
| 1   |  |  | Choe Ju-Song            | Corea del Nord |
| 1   |  |  | Saula Waqa              | Figi           |
| 1   |  |  | Kevin Akpoguma          | Germania       |
| 1   |  |  | Levin Öztunalı          | Germania       |
| 1   |  |  | Marvin Stefaniak        | Germania       |
| 1   |  |  | Clifford Aboagye        | Ghana          |
| 1   |  |  | Emmanuel Boateng        | Ghana          |
| 1   |  |  | Benjamin Tetteh         | Ghana          |
| 1   |  |  | Kevin Álvarez           | Honduras       |
| 1   |  |  | Jhow Benavídez          | Honduras       |
| 1   |  |  | Aboubacar Doumbia       | Mali           |
| 1   |  |  | Youssouf Koné           | Mali           |
| 1   |  |  | Kevin Gutiérrez         | Messico        |
| 1   |  |  | Hirving Lozano          | Messico        |
| 1   |  |  | Kingsley Sokari         | Nigeria        |
| 1   |  |  | Musa Yahaya             | Nigeria        |
| 1   |  |  | Noah Billingsley        | Nuova Zelanda  |
| 1   |  |  | Sam Brotherton          | Nuova Zelanda  |
| 1   |  |  | Stuart Holthusen        | Nuova Zelanda  |
| 1   |  |  | Clayton Lewis           | Nuova Zelanda  |
| 1   |  |  | Monty Patterson         | Nuova Zelanda  |
| 1   |  |  | Joel Stevens            | Nuova Zelanda  |
| 1   |  |  | Jhamal Rodríguez        | Panama         |
| 1   |  |  | Raphael Guzzo           | Portogallo     |
| 1   |  |  | João Vigário            | Portogallo     |
| 1   |  |  | Akram Afif              | Qatar          |
| 1   |  |  | Souleymane Coulibaly    | Senegal        |
| 1   |  |  | Moussa Koné             | Senegal        |
| 1   |  |  | Sidy Sarr               | Senegal        |
| 1   |  |  | Alhassane Sylla         | Senegal        |
| 1   |  |  | Ibrahima Wadji          | Senegal        |
| 1   |  |  | Sergej Milinković-Savić | Serbia         |
| 1   |  |  | Paul Arriola            | Stati Uniti    |
| 1   |  |  | Maki Tall               | Stati Uniti    |
| 1   |  |  | Dávid Forgács           | Ungheria       |
| 1   |  |  | Zsolt Kalmár            | Ungheria       |
| 1   |  |  | Roman Jaremčuk          | Ucraina        |
| 1   |  |  | Valerij Lučkevyč        | Ucraina        |
| 1   |  |  | Eduard Sobol'           | Ucraina        |
| 1   |  |  | Franco Acosta           | Uruguay        |
| 1   |  |  | Gastón Pereiro          | Uruguay        |
| 1   |  |  | Mathías Suárez          | Uruguay        |
| 1   |  |  | Mirjamol Kosimov        | Uzbekistan     |

Autogol:
- Min Hyo-Song (pro Brasile)
- Marvin Schwäbe (pro Honduras)
- Kevin Álvarez (pro Figi)
- Chin Hormechea (pro Austria)
- Andelinou Corréa (pro Brasile)
- Attila Talabér (pro Serbia)